# Legbar
 (septembre 2024).
La Legbar est une race de poule autosexable (en) britannique. Elle a été créée au début du XXe siècle par Reginald Crundall Punnett et Michael Pease à l'Institut de génétique de l'Université de Cambridge.
La race a été créée par croisement de Plymouth Rock barrée, Leghorn, Cambar (Plymouth Rock x Braekel dorée naine), et dans le cas des Cream Legbars, Araucana.
Le mot "Legbar" est un mot-valise construit à partir de Leghorn et Plymouth rock barrée.

## Histoire
Le Legbar était la deuxième race de poulet autosexable créée par le professeur Punnett et Michael Pease à l'Institut de génétique à Cambridge, après le Cambar, qui a été créé en 1929 en croisant Barred Plymouth Rock avec une Campine dorée (Braekel dorée naine).
L'objectif était de créer une race utilitaire autosexable en mettant l'accent sur la ponte, où les poussins mâles et femelles pouvaient facilement être sexés par leur couleur. Pour ce faire, Punnet et Pease ont utilisé un programme de croisement avec d'excellentes pondeuses, la Leghorn et la "Barred Plymouth Rock". La Barred Plymouth Rock a été utilisée pour introduire le gène barré lié au sexe («barring» (B)) dans la Leghorn. En croisant Leghorn brune et Barred Plymouth Rock, la Gold Legbar (Legbar dorée) a été créée et standardisée en 1945. La Silver Legbar (Legbar argentée) suivit en 1951. Elle a été créée en croisant Gold Legbar avec Leghorn blanche et Silver Cambar. La cream Legbar a  été normalisée en 1958 mais a presque disparu dans les années 1970 car les œufs bleus n'étaient pas appréciés. Elle a été créée en croisant Gold Legbar avec Leghorn blanche et Araucana de couleur crème. La génétique de l'Araucana dans la cream Legbar se reflète par la présence du gène dilueur crème  (ig, «inhibiteur du doré»), la crête à pois et les œufs à coquille bleue.

## Caractéristiques
L'apparence de la Legbar est similaire à celle d'une Leghorn barrée.
La Cream Legbar possède à la différence de la Gold Legbar et de la Silver Legbar une crête à pois due à son sang Araucana.
Les coqs pèsent entre 2,7 et 3,4 kg et les poules pèsent entre 2,0 et 2,7 kg. Elles pondent entre 180 et 200 œufs par an.
Le coq Legbar est un oiseau musclé avec un corps anguleux à poitrine proéminente et large d'épaules, mais se rétrécit légèrement vers la queue. Il est vif et alerte. Le dos est long et plat tandis que la queue modérément pleine est portée à 45° vers l'arrière. Les grandes ailes sont portées serrées et bien repliées. La tête fine a un fort bec jaune ou corne et une grande crête rouge vif érigée avec cinq à sept pointes égales. La crête de la Cream Legbar est petite et compacte et portée bien en arrière des yeux rouges ou orange. Les lobes d'oreille sont blanc opaque. Les caroncules rouges sont longs et fins et le cou est long et bien emplumé. Les pattes jaunes sont modérément longues, fortes et exemptes de plumes et les quatre orteils sont droits et bien répartis. Les oiseaux ont un plumage de texture soyeuse qui est exempt de plumes grossières ou excessives.
La femelle a des caractéristiques générales semblables à celles du mâle, tenant compte des différences naturelles entre les sexes. La crête unique peut cependant être dressée ou tomber gracieusement de chaque côté du visage sans obstruer la vue et la queue est portée à un angle inférieur. La crête de la Cream Legbar femelle est un peu plus pleine et plus grande que celle du mâle, mais ne devrait jamais être trop pleine pour obstruer les yeux. Les tarses des poules Gold Legbars ou Silver Legbars peuvent être jaune ou orange.

## Couleurs et variétés
La Legbar a trois variétés de couleur : doré, argenté et crème.
- Le coq Gold Legbar  a un camail de couleur paille pâle légèrement barré d'or et de noir. Les plumes primaires de la poitrine, du ventre et des ailes sont barrées de gris foncé et de blanc, tandis que la bande supérieure des plumes secondaires est entremêlée de doré. La selle, le dos, les couvertures des épaules et les arcs de l'aile sont paille pâle barrée d'un brun doré brillant. Les couvertures de la queue et de la queue sont grises tandis que les faucilles sont plus pâles.

Le camail de la Gold Legbar  femelle est or pâle barré de noir. La poitrine est saumon et se démarque clairement du corps brun-gris ardoisé avec barrage léger. Les ailes sont d'un brun gris foncé, tandis que la queue est gris-noir foncé avec de larges barres plus légères. Elles pondent des œufs blancs ou de couleur crème.
- Le coq Silver Legbar a un camail argenté légèrement barré de gris foncé. La poitrine, le ventre et les ailes sont barrées de gris foncé et de gris argenté. La selle, le dos et les couvertures des épaules sont argentés avec des barrettes gris foncé et des plumes à pointe d'argent. Les couvertures de la queue sont uniformément barrées de gris foncé et gris argent tandis que les faucilles sont plus pâles.

Le camail de la poule Silver Legbar  est argenté et barré de noir. La poitrine est saumon et clairement défini à partir du corps gris argenté avec un barrage noir et blanc indistinct. Les ailes sont d'un gris argenté, tandis que la queue est également gris argenté avec un barrage coucou. Elles pondent des œufs blancs ou de couleur crème.
- Le coq Cream Legbar a un camail crème légèrement barré. Les plumes de la selle sont barrés de crème et de gris foncé. Le dos et les épaules sont la plupart du temps barrés de crème avec du gris foncé. Les ailes sont gris foncé et légèrement barrées. La poitrine et la queue sont barrées de gris foncé tandis que les faucilles sont plus pâles.

Le camail de la poule Cream Legbar  est crème, légèrement barré de gris. La poitrine est saumon et se démarque clairement du corps gris argenté coucou. Les ailes sont d'un gris argenté, tandis que la queue est également gris argenté coucou. Elles pondent des œufs bleu-vert.
Aujourd'hui, plusieurs Cream Legbar  ne répondent pas au standard de race du Poultry Club de Grande Bretagne car ils ont perdu le gène crème diluée ('inhibiteur de l'or' (ig)).
Les normes des Legbars naines sont similaires à celles de la volaille de grande taille. Les mâles pèsent 850 g (30 oz) et les femelles pèsent 620 g (22 oz).

## Autosexabilité
Contrairement aux hybrides liés au sexe, tels que les «Red sex link» ou les «Black sex link» (qui ne sont autosexables qu'au niveau de la première génération), la Legbar est une race auto-sexable. Il existe plusieurs autres races d'auto-sexage ou variétés de races auto-sexuées , comme Plymouth Rock, Bielefelder, Niederrheiner et Norwegian Jærhøns. La plupart des races qui se terminent par -bar (pour "barré"), comme Welbar , Rhodebar , Brussbar ou Wybar , sont également auto-sexables.
L'importance que l'auto-sexage joue dans la race Legbar se reflète également dans le fait que, à côté d'une norme pour les oiseaux adultes, la couleur et les motifs du duvet des poussins sont également standardisés.
Les poussins mâles d'un jour peuvent être distingués des poussins femelles d'un jour par la couleur du duvet et le motif qu'ils forment. Les poussins femelles Legbar ont en général une large rayure brune très foncée s'étendant sur la tête, le cou et le croupion et une barrière oculaire claire. Les bords de la bande sont clairement définis et ne doivent pas être flous et se confondre avec la couleur du fond, qui est brun foncé. Un point lumineux sur la tête doit être visible mais est généralement petit. Les poussins mâles Legbar au contraire ont une teinte beaucoup plus pâle et le motif est flou et délavé de la tête à la croupe.
La différence marquée entre les poussins mâles et femelles est due au dosage génique du gène inhibiteur lié au sexe («barring» (B), «nonbarring» (b +)). Ce gène est localisé sur le chromosome Z des oiseaux.
Les oiseaux ont différents chromosomes sexuels (Z et w) et un système différent de détermination du sexe par rapport aux mammifères (X et Y). Les oiseaux mâles ont donc deux chromosomes Z, tandis que les oiseaux femelles ont un chromosome Z nanométrique et un chromosome w nain. Cela signifie que les coqs phénotypiquement barrés peuvent avoir le génotype B / B ou B / b +, alors qu'une poule barrée doit toujours avoir un génotype B / -. Le sexage des poussins Legbar n'est cependant possible que parce que les poussins mâles ont une double dose du gène barring lié au sexe (genoype B / B), alors que les femelles n'ont qu'une seule dose (genoype B / -) , résultant dans les couleurs observées.